# 实荣堡
实荣堡，位于中国广东省湛江市遂溪县城月镇实荣村，为遂溪县的一个县级文物保护单位，类型为古建筑，公布时间为1995年4月17日。
实荣堡的历史年代为明代。